# 怀俄明 (艾奥瓦州)
怀俄明（英語：Wyoming）是艾奥瓦州琼斯县的一座城市，于1873年10月21日设立，名字来源于纽约怀俄明县。坐标为42°3′33″N 91°0′18″W / 42.05917°N 91.00500°W。根据美国人口调查局数据，城市总面积为0.51平方英里（1.32平方），且皆为陆地。根据2010年人口普查数据，当地共有515人，243户，136个家庭，人口密度为1,009.8名居民每平方英里（389.9名居民每平方）；种族构成中，99.0%为白人，0.6%为土著，0.4%为两个或以上民族混血；居民年龄中位数为44.9岁；男女性别比例为50.5%与49.5%。